# Piazza Verdi (Palermo)
A Piazza Verdi vagy ismertebb nevén Piazza Massimo, Palermo belvárosának egyik fontos tere.

## Történelem
A teret a 19. században hozták létre, ahol a fényűző Teatro Massimo operaház található. A város egyik történelmi negyedében,  Seralcadióban található. A Teatro Massimónál csak a bécsi Staatsoper és a Párizsi operaház nagyobb. A tér megszületéséhez le kellett bontani a megmaradt városfalakat valamint a Porta Maquedát, a városba vezető kaput. Így jött létre a Via Maqueda. Az operaház mellett a téren számos szecessziós épület és villa is található.

## Galéria

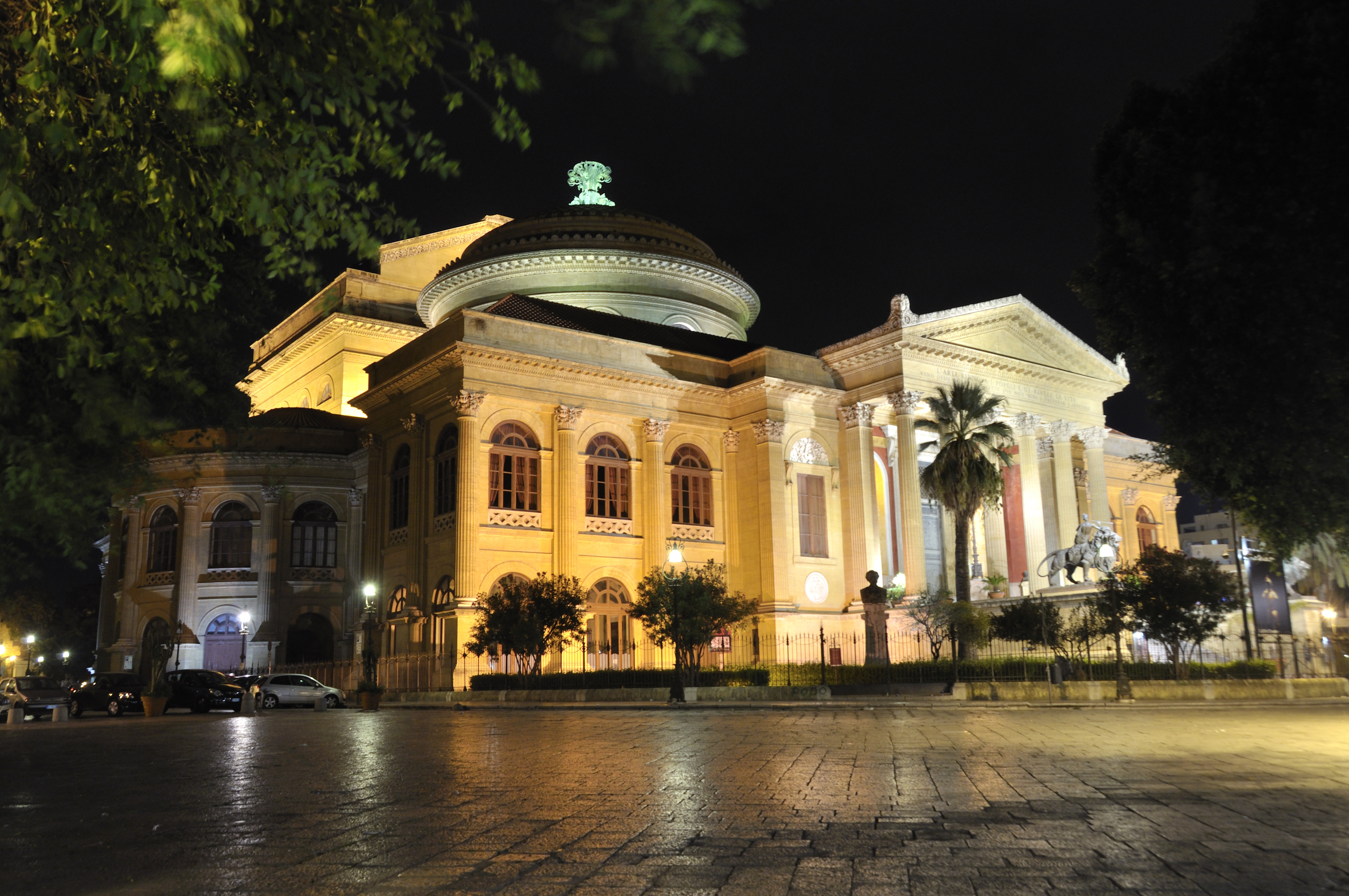
Teatro Massimo éjszakai díszkivilágításban.
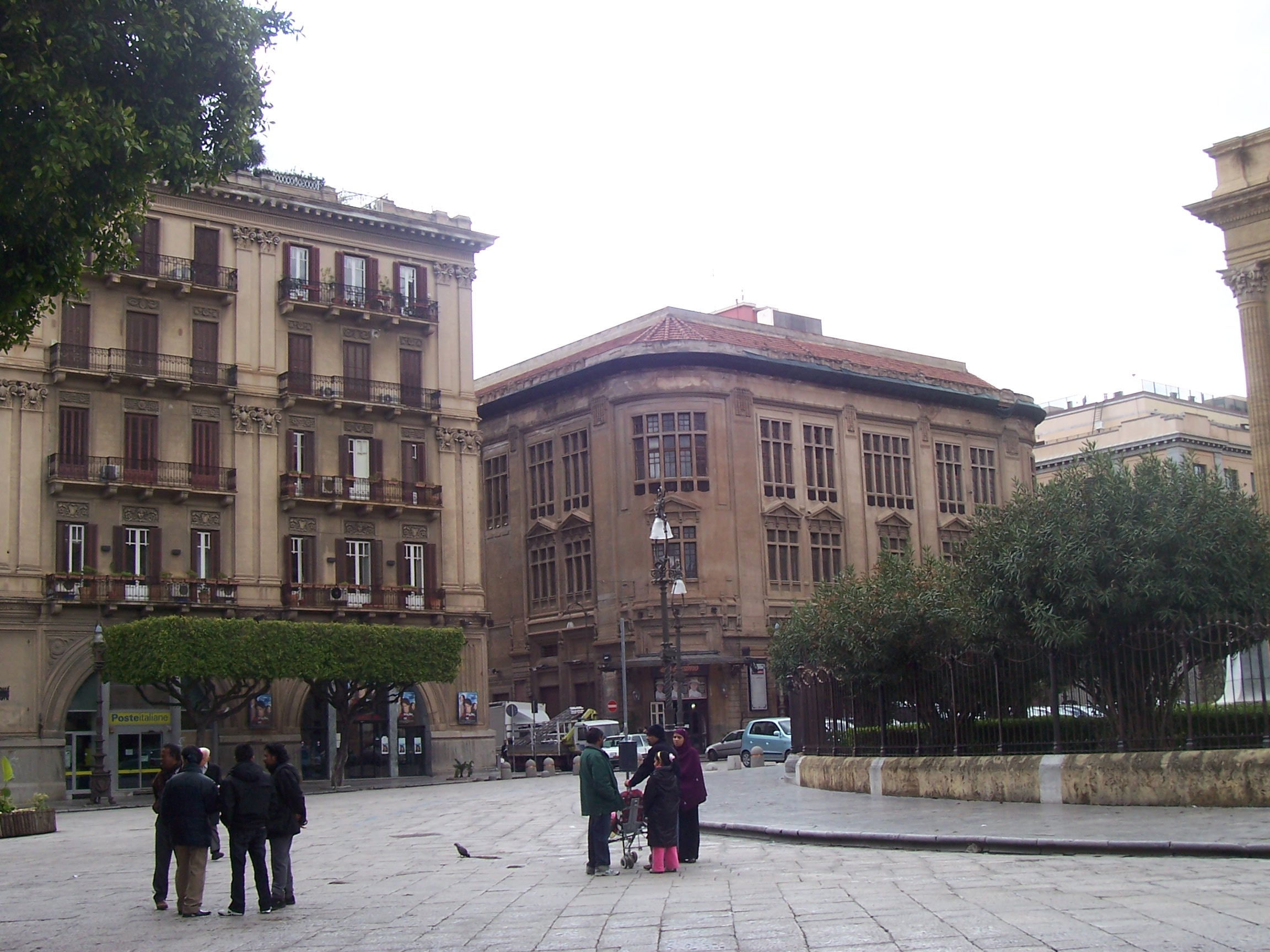
A tér a Teatro Massimo nézetéből.